# Bertula grimsgaardi
Bertula grimsgaardi är en fjärilsart som beskrevs av Embrik Strand 1919. Bertula grimsgaardi ingår i släktet Bertula och familjen nattflyn. Inga underarter finns listade i Catalogue of Life.